# Le Baptême de Clovis (Hélart)
 Le Baptême de Clovis  est une peinture réalisée par Jean Hélart en 1676 et conservée au musée des Beaux-Arts de Reims.

## Description
Ce tableau représente le Baptême de Clovis.
Saint Remi baptise Clovis au centre du tableau. Les vêtements de Clovis, une cape et une cuirasse, sont tenues par un jeune homme.
La couronne et le sceptre, symbole de la royauté, sont tenus par une femme, qui pourrait être Clotilde, l’épouse de Clovis.
En haut du tableau, au-dessus de la tête de Clovis, un oiseau blanc, symbolise une colombe venant du ciel, qui apporte la sainte ampoule.

## Historique
Le tableau a fait l’objet d’une saisie révolutionnaire.
Il a fait l’objet d’un don en 1943 de Leseur ( ?).

## Message du tableau
Le tableau est à la fois une propagande pour la monarchie, le roi est en contact direct avec Dieu et pour l'église de Reims, le sacre des rois de France se fait à Reims.

## Autres œuvres sur le même thème
La scène décrite, « Le baptême de Clovis», est choisie par de nombreux artistes : 
- Le baptême de Clovis, scène dans la Sainte Chapelle de Paris de Maître de Saint Gilles,
- Le baptême de Clovis de François-Louis Dejuinne,
- Le baptême de Clovis de Jean Alaux.

## Galerie

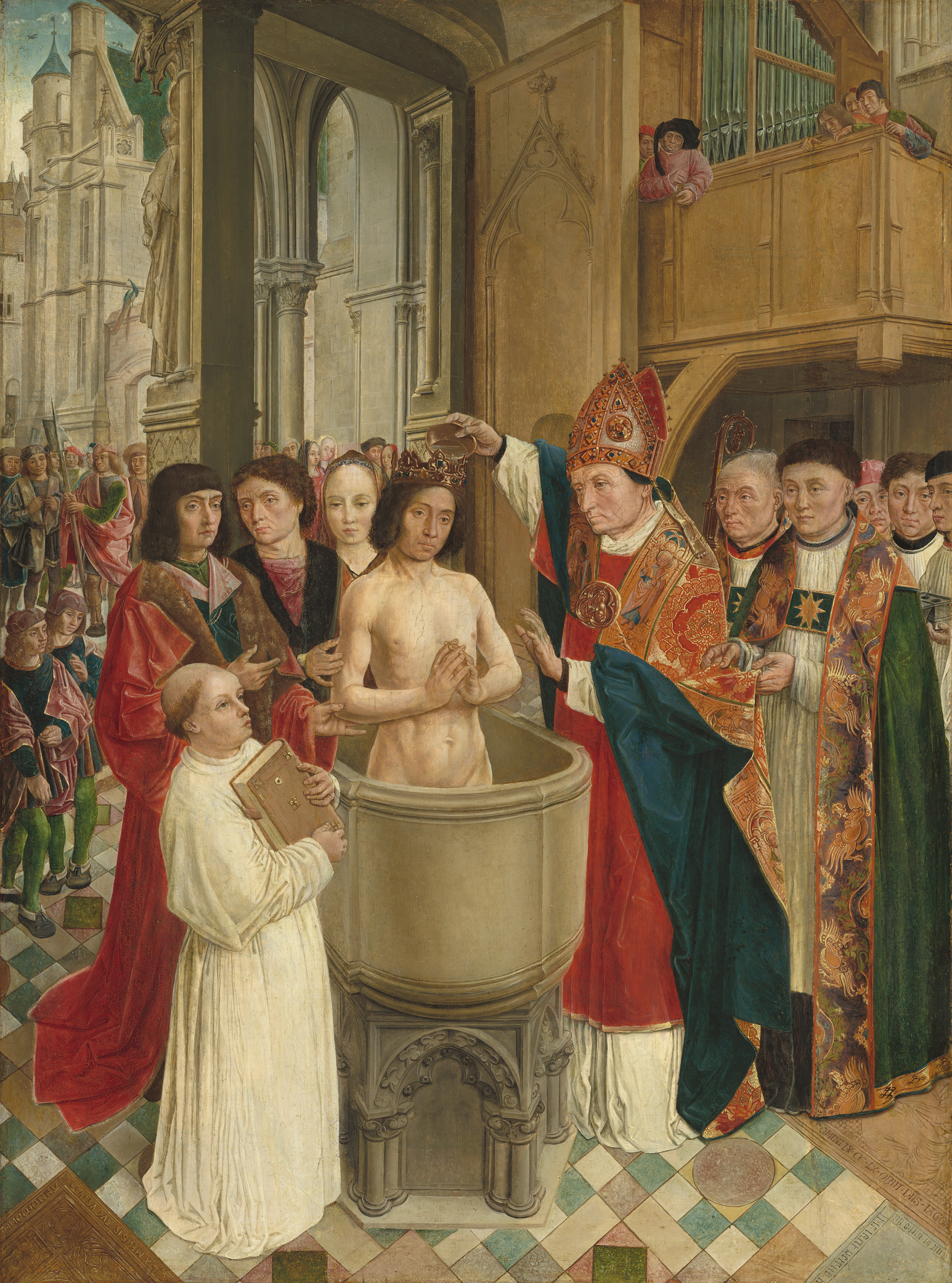
Tableau de Maître de Saint Gilles.
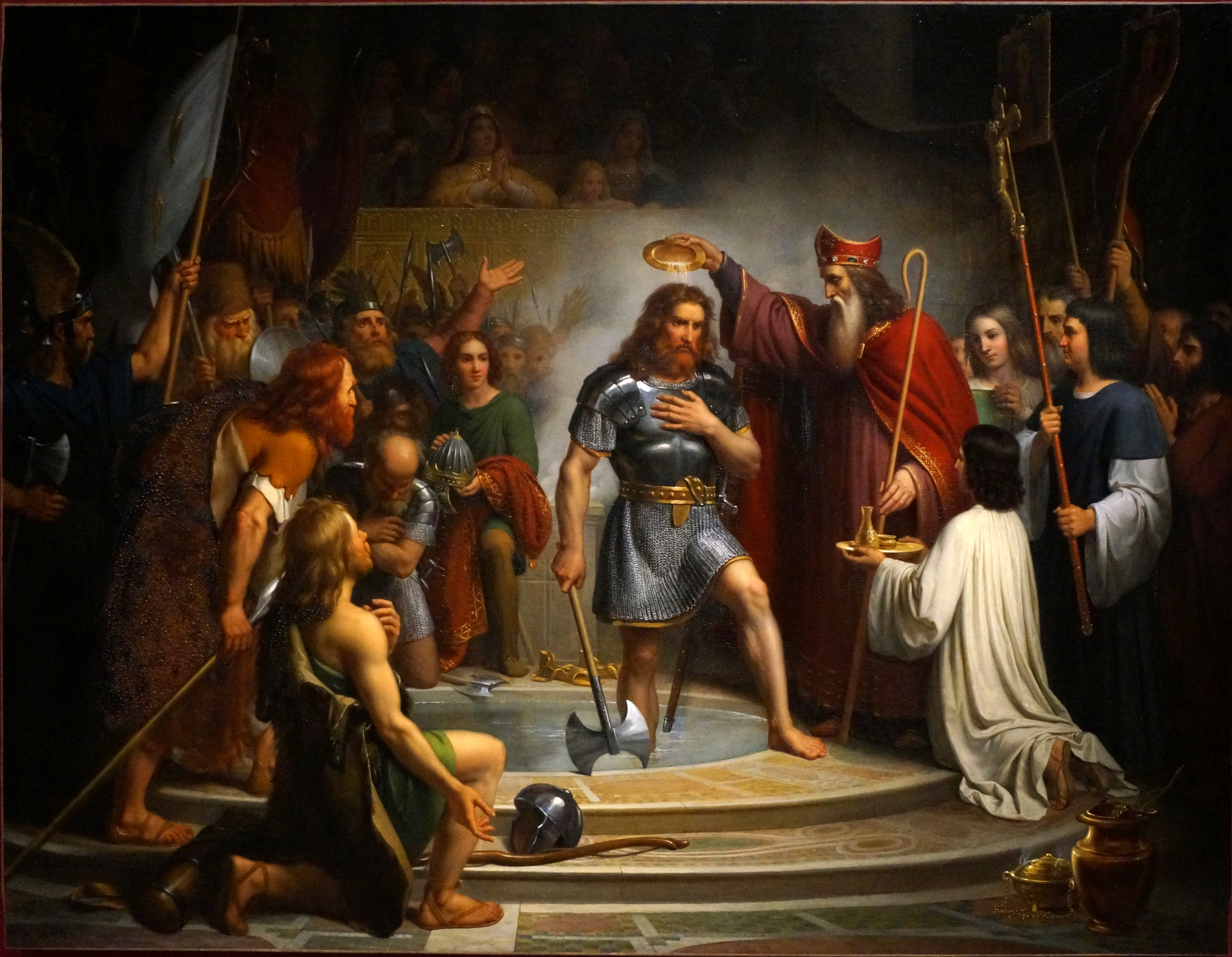
Tableau de François-Louis Dejuinne.

## Exposition
- Lignes et couleurs - Chefs-d’œuvre de la collection du Musée des Beaux-Arts de Reims, du XVIIe au XXe siècle Seoul Arts Center 21/12/2004 - 03/04/2005[1],
- Exposition Tactile Tour : exposition itinérante, à Reims du 2 au 7 mai 2023. Elle présente des œuvres reproduites en relief dont « Le baptême de Clovis »[3].